# Anthony Wong Yiu-ming
Anthony Wong Yiu-ming (chinês tradicional: 黃耀明, chinês simplificado: 黄耀明; nascido em 16 de junho de 1962) é um cantor, compositor, ator, produtor musical e ativista político de Hong Kong. Ele ganhou destaque como vocalista da dupla de cantopop Tat Ming Pair durante a década de 1980 antes de embarcar em uma carreira solo. Ele também se apresentou e colaborou com o grupo de teatro Zuni Icosahedron. Wong é o diretor da produtora musical People Mountain People Sea. Ele também foi co-fundador da organização de direitos LGBT Big Love Alliance e da organização de caridade sem fins lucrativos Renaissance Foundation.
Em 3 de janeiro de 2019, Wong e seu companheiro de banda Tats Lau receberam o Prêmio Agulha de Ouro pelas excelentes contribuições musicais do Tat Ming Pair no RTHK Top 10 Gold Songs Awards.

## Vida pregressa
Anthony Wong Yiu-ming nasceu em 16 de junho de 1962 em Hong Kong. Wong é o filho mais novo de cinco irmãos: ele tem dois irmãos e duas irmãs. Wong cresceu em um conjunto habitacional na área de Ngau Tau Kok, em East Kowloon. Quando criança, Wong desenvolveu um profundo interesse pela música devido em parte à coleção de discos de seu irmão mais velho, que ia de Simon & Garfunkel a ABBA. Ele também se apaixonou por cantores locais como Paula Tsui. Além disso, ele desenvolveu um interesse por filmes, muitas vezes assistindo a exibições de teatro sozinho enquanto ainda estava no ensino fundamental.
No ensino médio, ele se tornou cristão e desejou se tornar padre. Wong eventualmente deixou a igreja logo depois devido ao conflito da atitude geral da igreja em relação à homossexualidade. Wong relembrou em uma entrevista de 2013: "A religião me deu muita inspiração, mas também me deu muita repressão. Eu já percebi que era gay quando cheguei ao ensino médio, então a atitude dos ensinamentos da igreja era uma estranha contradição em relação a mim. A igreja deveria ser um lugar para encontrar libertação, mas se tornou apenas um lugar de repressão. E então eu saí." Wong agora é indiferente à religião.
Após concluir o ensino médio, ele entrou em um curso de treinamento de televisão na TVB em 1980. Durante esse período e após se formar no programa, Wong teve alguns papéis menores em produções de televisão. Ele trabalhou como assistente de direção para um programa de TV chamado Modern Women (婦女新姿) por dois meses em 1983. Ele também trabalhou como assistente de produção em uma empresa de publicidade antes de sair para assistir a um show de David Bowie no Hong Kong Coliseum. Ele então começou a trabalhar como DJ na Commercial Radio Hong Kong em 1984.

## Vida pessoal
Embora as canções de Wong tenham lidado com vários temas e emoções, desde o início da carreira de Wong, uma série de canções proeminentes em seu repertório foram direta ou indiretamente inspiradas pelo tópico da identidade sexual. Wong foi notado no passado como "deliberadamente ambíguo - ou melhor: opaco - sobre sua identidade sexual". A canção de 1988 de Tat Ming Pair "Forbidden Colors (禁色)" e "Forget He or She (忘記他是她)" de 1989 foram duas das primeiras canções na indústria musical de Hong Kong a lidar com a homossexualidade e desde então se tornaram hinos LGBT.
Em abril de 2012, Tat Ming Pair realizou uma série de concertos no Hong Kong Coliseum para celebrar seu 25º aniversário. Na última noite da residência, Wong assumiu publicamente que era gay, o que recebeu uma ovação de pé do público. Wong disse:
"Depois da primeira noite da residência, muitas pessoas me perguntaram: 'Anthony, você é um tongzhi? E você provavelmente leu minha resposta nos jornais. Não sou um tongzhi se você quer dizer um camarada comunista. Se você está falando de um comunista secreto, então não sou um tongzhi! Na verdade, acho que desde a letra de 'Forbidden Colors' em 1988, e a letra de 'Forget He or She' em 1989, nunca tentei esconder minha identidade. Mas como vocês e a imprensa estão sempre ansiosos para me perguntar sobre isso, e a imprensa definitivamente me perguntará novamente mais tarde, gostaria de dizer a vocês, de uma vez por todas, que não sou um tongzhi, mas sou homossexual. Sou um viado. Espero que outras pessoas homossexuais e viados não precisem ser como a letra de 'Forbidden Colors': "Deixe-me desaparecer na noite ventosa e chuvosa e renascer em outra era de sonho." Porque estamos vivendo no século 21 agora, estamos vivendo esse sonho agora. Não precisamos da permissão de outra pessoa sobre quem podemos amar. Então as pessoas não precisam adivinhar se eu sou um tongzhi ou não. Estou lhe dizendo, eu sou homossexual, G-A-Y, viado. Eu amo homens. Desculpe por isso, todos vocês, trabalhadores da imprensa. E porque eu vou cantar por mais 20 anos ou mais, vocês não precisam mais me perguntar sobre isso. Eu gostaria de esclarecer isso aqui esta noite. Eu nunca falei sobre isso antes porque eu estava preocupado que se eu falasse vocês não teriam nada para falar no futuro. OK, então eu disse isso esta noite e bem, é isso. Obrigado a todos."
A sexualidade de Wong foi considerada um segredo aberto na indústria musical de Hong Kong, no entanto, Wong foi apenas o segundo artista de alto nível na história de Hong Kong a se assumir publicamente como LGBT, depois de Leslie Cheung em 1997. Wong foi co-fundador da organização de caridade sem fins lucrativos Big Love Alliance (大愛同盟) em 2013 para promover a igualdade e a libertação LGBT.
Wong fundou sua própria gravadora, People Mountain People Sea, em 1999. Ele também fundou a Renaissance Foundation, uma organização de caridade sem fins lucrativos em 2012. A fundação "se dedica a nutrir as próximas gerações de jovens talentos criativos. Ela patrocina a criação independente e incuba novas redes de indústrias culturais, estabelecendo uma plataforma profissional para facilitar a entrada em mercados internacionais."

### Ativismo e Visões Políticas
Wong apoiou ativamente os protestos de Hong Kong em 2014. Durante os protestos, ele se apresentou e acampou com os manifestantes. Wong, ao lado de Denise Ho e outros, cantou a música "Raise the Umbrella" em apoio aos protestos. Wong foi uma das poucas celebridades a mostrar publicamente apoio ao movimento, um ato que foi recebido com elogios pelos manifestantes. Como resultado do apoio de Wong ao movimento, ele teve duas apresentações canceladas pelos organizadores, o que acabou se tornando uma proibição total de apresentações na China continental pelo governo chinês. Em 2017, todas as músicas de Wong foram removidas dos sites de streaming da China continental e seu nome não pode ser inserido como um termo em nenhum mecanismo de busca da China continental. Em 2019, a música de Tat Ming Pair também foi removida. Wong continua a apoiar a democracia e a liberdade de expressão em Hong Kong e participou dos protestos de Hong Kong de 2019-20.
Em 2 de agosto de 2021, Wong foi preso pela Comissão Independente Contra a Corrupção em Hong Kong por suspeita de envolvimento nas eleições suplementares do Conselho Legislativo de 2018. Wong foi acusado de "uma acusação de envolvimento em conduta corrupta para fornecer entretenimento a outros em uma eleição" devido à sua apresentação de duas músicas em apoio ao candidato pró-democracia Au Nok-hin em um comício que ocorreu em Edinburgh Place em 3 de março de 2018. As acusações foram posteriormente retiradas em 5 de agosto de 2021 e Wong foi libertado em liberdade condicional por 24 meses e multado em HK$ 2.000.

## Discografia
- Faith, Hope & Love 信望愛 (1992)
- Borrowing Your Love 借借你的愛 (1993)
- I’m No Angel 明明不是天使 (1994)
- The Darker The Night, The Brighter The Stars 愈夜愈美麗 (1995)
- 5 Loaves & 2 Fishes 5餅2魚 (1996)
- A Mirror For the Romantic 風月寶鑑 (1997)
- People Mountain People Sea 人山人海 (1997)
- Love Unto Death 愛到死精選集 (1997)
- Let's Play Again When The New Century Comes 下世紀再嬉戲 (1999)
- Let's Play Again and Again When The New Century Comes 下世紀再再嬉戲 (1999)
- Walking With Wings 花天走地 (2000)
- In Broad Daylight 光天化日 (2000)
- In Broad Daylight Concert 光天化日演唱會 (2000)
- The Times with Ming 有明歲月 (2000)
- Anthony Wong Collection 1995-2000 (2000)
- Crossover (com Leslie Cheung) (2002)
- Acoustic... And a Little More (2002)
- My 21st Century 我的廿一世紀 (2003)
- The 21st Century Collection 廿一世紀精選 (2003)
- Tomorrow’s Song 明日之歌 (2004)
- I Love Ming Gor— Wong Yiu Ming Collection 我愛明哥－黃耀明作品精選集 (2005)
- Golden Classics Wong Yiu Ming 金經典·黃耀明 (2006)
- Like Water 若水 (2006)
- HKPO vs. Anthony Wong Live: Bauhinian Rhapsody 港樂VS黃耀明電幻狂想曲 (2006)
- King of the Road (2008)
- Still Covered In Flowers 拂了一身還滿 (2011)
- Tomorrow’s Cabaret 明日之歌廳(2012)
- Ming Gor’s Songs 明哥之歌(2013)
- Below Tai Ping Shan 太平山下 (2014)
- Below Tai Ping Shan Concert 太平山下演唱會 (2014)
- Red Diffusion 美麗的呼聲聽證會 (2016)